# Qualea selloi
Qualea selloi är en tvåhjärtbladig växtart. Qualea selloi ingår i släktet Qualea och familjen Vochysiaceae.

## Underarter
Arten delas in i följande underarter:
- Q. s. pubescens
- Q. s. selloi